# Garrigues, Hérault
Garrigues là một tỉnh thuộc tỉnh Hérault trong vùng Occitanie ở phía nam nước Pháp. Xã này nằm ở khu vực có độ cao trung bình 70 mét trên mực nước biển. Dân số thời điểm năm 1999 là 127 người. Danh xưng dân địa phương tiếng Pháp là Garrigois.